# Chiesa di San Michele Arcangelo (Pozzuolo del Friuli)
La chiesa di San Michele Arcangelo è la parrocchiale di Zugliano, frazione di Pozzuolo del Friuli, in provincia e arcidiocesi di Udine; fa parte della forania del Friuli Centrale.

## Storia
La prima cappella di Zugliano sorse in epoca medievale; il paese è attestato a partire dal 1305.
Il 28 aprile 1804 il vicario capitolare Mattia Capellari diede ai fedeli il permesso di riedificare la chiesa; il nuovo edificio venne portato a compimento nel 1830 e poi consacrato il 2 agosto 1896 da monsignor Pietro Antonio Antivari.
La chiesa fu restaurata in seguito al terremoto del Friuli del 1976 e, verso il 1980, si provvide ad adeguarla alle norme postconciliari.

## Descrizione

### Esterno
La facciata a capanna della chiesa, rivolta a settentrione a caratterizzata da due cornici laterali composte da blocchi di pietra, presenta centralmente il portale d'ingresso, affiancato da colonne sorreggenti una mensola, e sopra una finestra; il prospetto è coronato dal timpano triangolare.
Vicino alla parrocchiale si erge il campanile a base quadrata, la cui cella presenta su ogni lato una bifora ed è coronata dal basso tetto a quattro falde.

### Interno
L'interno dell'edificio si compone di un'unica navata, le cui pareti sono abbellito da archi a tutto sesto e scandite da lesene sorreggenti la trabeazione modanata e aggettante; al termine dell'aula si sviluppa il presbiterio, rialzato di alcuni gradini, introdotto dall'arco santo, voltato a crociera e chiuso dalla parete di fondo piatta.